# Zamachy w Iraku (23 kwietnia 2009)
Zamachy samobójcze w Iraku miały miejsce 23 kwietnia 2009 roku i były to dwa osobne ataki terrorystyczne przeprowadzone przez Al-Kaidę w Bagdadzie oraz Muqdadiyah. W obu atakach łącznie zginęło 76 osób. Natomiast Los Angeles Times podaje, iż w zamachach zginęło nawet 79 osób.

## Zamachy

### Zamach w Bagdadzie
Co najmniej 28 osób zginęło, kiedy materiał wybuchowy zdetonowany został przez kobietę-samobójczynię w pobliżu posterunku policji. Liczba ofiar jest tak wysoka, ponieważ przed budynkiem stały osoby czekające na pomoc dla bezdomnych. W ataku zostało rannych też 50 osób. Wśród 28 zabitych znalazło się sześciu krajowych oficerów policji, pięcioro dzieci oraz dwóch wolontariuszy Czerwonego Półksiężyca. Jeden z rannych 35-letni Issam Salim oczekujący na autobus na przystanku powiedział, że w chwili eksplozji upadł na ziemie, po czym zobaczył pożar i kłęby czarnego dymu co wywołało chaos wśród ludzi.

### Zamach w Muqdadiyah
Ok. 48 osób zginęło, a 63 zostały ranne w eksplozji która nastąpiła o 12:45 czasu lokalnego (11:45 czasu polskiego) w restauracji Khanqin w miejscowości Muqdadiyah pod Bakubą. W restauracji przebywali irańscy pielgrzymi, którzy zatrzymali się na lunch. 64-letni pielgrzym Kadhumi Sadiq ranny w zamachu powiedział, że podczas gdy kelner obsługiwał klientów, nastąpił potężny wybuch, który zburzył restaurację. Sadiq doznał oparzeń głowy, klatki piersiowej oraz rąk.

## Dalsze wydarzenia
Tego samego dnia w zakrojonej operacji w Bagdadzie aresztowano szefa Al-Kaidy w Iraku Abu Omar al-Bagdadiego, który objął tę funkcję po śmierci Abu Musaba az-Zarkawiego, który zginął w amerykańskich nalotach w 2006 roku.
24 kwietnia 2009 w kolejnej potężnej eksplozji w Bagdadzie zginęło 60 osób.

## Reakcje
- Abdulnasir al-Muntasirbillah, burmistrz Muqdadiyah nazwał atak tchórzostwem.
- Generał Qassim Moussawi,powiedział, że za atakami stoi Al-Kaida